# 喀山航空
喀山航空（俄语：Казанское авиапредприятие，Kazan Air Enterprise）是一家俄罗斯的包机航空公司，总部位于喀山，主枢纽机场是喀山国际机场。